# Hromadná žaloba
Hromadná žaloba známá také jako zástupná žaloba, je typ soudního sporu, v němž jednou ze stran je skupina osob, které jsou kolektivně zastoupeny jedním nebo více členy této skupiny. Hromadná žaloba vznikla ve Spojených státech a stále je převážně americkým fenoménem, ale Kanada, stejně jako několik evropských zemí s občanským právem, v posledních letech provedly změny, které umožňují spotřebitelským organizacím podávat žaloby jménem spotřebitelů.

## Historie

### Anglie a Spojené království
Předchůdcem hromadné žaloby byla takzvaná „skupinová žaloba“, která jak se zdá byla ve středověké Anglii od roku 1200 poměrně běžná. :s.38
Tyto soudní spory se týkaly skupin lidí, kteří buď žalovali, nebo byli žalováni v rámci zvykového práva . Tyto skupiny byly obvykle založeny na existujících společenských strukturách, jako jsou vesnice, města, farnosti a cechy. Na rozdíl od moderních soudů středověké anglické soudy nezpochybňovaly právo skutečných žalobců žalovat někoho v zájmu skupiny, nebo aby několik zástupců bránilo celou skupinu.:s.38–40

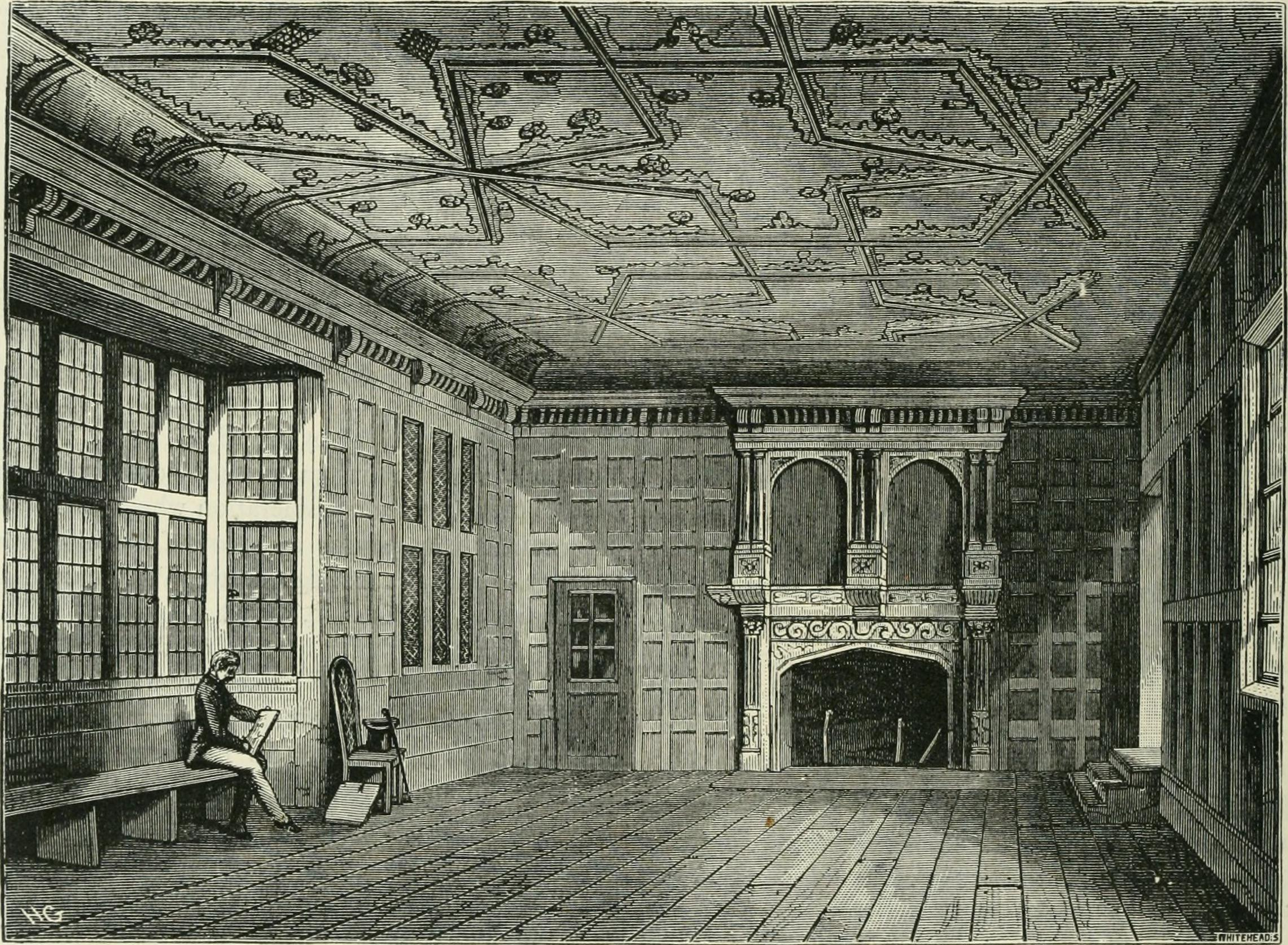
Rytina Hvězdné komory, publikovaná v časopise „Old and new London“ v roce 1873, převzatá z kresby z roku 1836

V letech 1400 až 1700 se skupinové soudní spory v Anglii postupně změnily z normy na výjimku.:s.100 
Rozvoj konceptu korporace vedl k tomu, že bohatí zastánci korporátní formy začali podezírat všechny nezapsané právnické osoby, což následně vedlo k modernímu konceptu nezapsaného nebo dobrovolného sdružení.:s.124–25
Bouřlivá historie Války růží a poté Hvězdné komory vedla k obdobím, během nichž byly soudy obecného práva často paralyzovány, a z tohoto zmatku se vynořil Kancléřský soud s výlučnou jurisdikcí nad skupinovými spory.:s.125–132

### Spojené státy

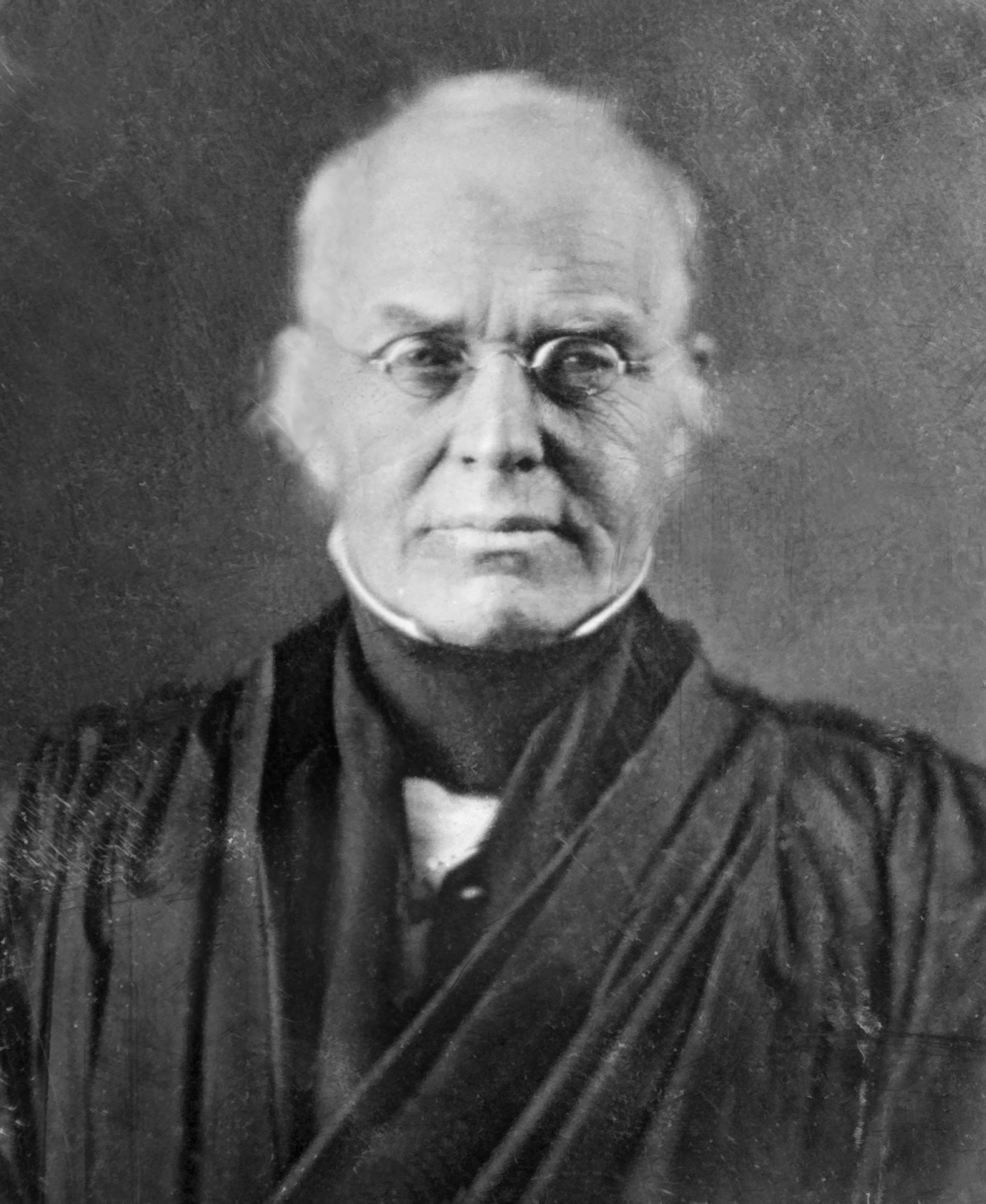
Přísedící soudce Joseph Story

Hromadné žaloby ve Spojených státech přežily díky vlivu soudce Nejvyššího soudu Josepha Storyho, který je do amerického práva začlenil prostřednictvím souhrnných diskusí ve svých dvou pojednáních o spravedlnosti a také ve svém stanovisku ve věci West v. Randall (1820).:s.219–20
Story však bezvýhradně nepodporoval hromadné žaloby, protože „si nedokázal představit jejich moderní funkci ani ucelenou teorii pro zastupitelské spory.“:s.219–20

Nejstarším předchůdcem pravidel pro hromadné žaloby ve Spojených státech byla federální pravidla pro spravedlnost, konkrétně pravidlo Equity Rule 48, vyhlášené v roce 1842.
Pokud je stran na obou stranách příliš mnoho a nemohou být všechny předvedeny před soud bez zjevných obtíží a zdlouhavých průtahů v řízení, může soud dle svého uvážení upustit od toho, aby je všechny učinil stranami, a může v řízení pokračovat i s dostatečným počtem stran, aby před ním řádně zastupovaly všechny protichůdné zájmy žalobců a žalovaných v řízení. V takových případech však rozhodnutím nebudou dotčena práva a nároky všech nepřítomných stran. 
Ve dvou významných případech 21. století Nejvyšší soud rozhodl v poměru 5–4 proti certifikaci hromadných žalob z důvodu rozdílných okolností jednotlivých členů: nejprve ve věci Wal-Mart v. Dukes (2011) a později ve věci Comcast Corp. v. Behrend (2013). 
Společnosti mohou do svých spotřebitelských a pracovních smluv vložit frázi „mohou se rozhodnout řešit jakýkoli nárok individuální arbitráží“ k tomu, aby využily arbitráž a tak zabránily hromadným žalobám.
V roce 2017 vydal Nejvyšší soud USA stanovisko ve věci Bristol-Myers Squibb Co. v. Superior Court (2017), v němž rozhodl, že více než pět set žalobců z jiných států nemůže podat v Kalifornii konsolidovanou hromadnou žalobu proti farmaceutickému gigantu. Tento názor by mohl pravděpodobně znemožnit celostátní hromadné žaloby a skupinové žaloby v jakémkoli jednotlivém státě kromě domovského státu žalovaného.
V roce 2020 11. obvodní odvolací soud shledal, že pobídkové odměny jsou nepřípustné. Motivační odměny jsou relativně skromné platby vyplácené zástupcům skupiny jako součást hromadného vyrovnání. Rozhodnutí bylo reakcí na námitku, která tvrdila, že pravidlo 23 vyžaduje, aby byla žádost o poplatek podána před uplynutím lhůty pro podání námitek členů skupiny; a platby zástupci skupiny porušují doktrínu ze dvou případů Nejvyššího soudu USA z 19. století.

## Výhody
Zastánci hromadných žalob uvádějí, že nabízejí řadu výhod  protože slučují mnoho individualizovaných nároků do jedné zastupitelské žaloby .

## Kritika
Existuje několik typů výhrad proti hromadným žalobám. V preambuli amerického zákona o spravedlnosti v hromadných žalobách se uvádí, že některé zneužívající hromadné žaloby 
- poškodily členy skupiny s oprávněnými nároky a žalované jednající zodpovědně,
- nepříznivě ovlivnily mezistátní obchod a
- podkopaly veřejnou úctu k soudnímu systému země.

## Legislativa hromadných žalob

### Česko
Od 1. července 2024 nabyl účinnosti zákon č. 179/2024 Sb., o hromadném občanském řízení soudním.
Bude tedy možné řešit spory, které má více spotřebitelů proti jednomu podnikateli, pokud se ho nepovedlo vyřešit přímo s podnikatelem či následně pomocí mimosoudního řešení spotřebitelských sporů. Žalobcem může být pouze nezisková organizace, která se dlouhodobě zabývá ochranou spotřebitele a obdrží na vlastní žádost oprávnění od Ministerstva průmyslu a obchodu.